# Partido Galeguista (1978)
El Partido Galeguista (Partido Galleguista) fue un partido político de Galicia (España) fundado en 1978, que se reclamaba heredero del histórico Partido Galeguista de la II República.

## Historia
Tras el fracaso electoral de la coalición entre el Partido Popular Galego y el Partido Galego Social Demócrata, sus dirigentes decidieron refundar el Partido Galeguista, lo cual no contó con el apoyo de un sector del PPG contrario a dotar al partido de un contenido galleguista. Se convocó un Congreso Constituyente a inicios de noviembre de 1978 en el cual participaron miembros históricos del Partido Galeguista de la República y el exilio, como Ramón Martínez López, quien fue nombrado su primer presidente. Luis Viana Conde fue elegido vicepresidente y Avelino Pousa Antelo resultó elegido secretario general. A los ocho meses Pousa Antelo pasó a ser el presidente y Luís Sobrado secretario general.
Para las elecciones generales de 1979, el Partido se integró en Unidade Galega, aunque abandonó dicha coalición el 19 de julio de 1980. Si bien inicialmente pidió el voto negativo en el referéndum del Estatuto de Autonomía de Galicia, las negociaciones que se realizaron en 1980 con Unión de Centro Democrático y otras fuerzas políticas para modificar el borrador del estatuto finalmente hicieron que el PG decidiera llamar a votar a favor del estatuto.
En el II Congreso del PG, realizado el 6 y 7 de junio de 1981 en el monasterio de Poyo (Pontevedra), el PG viró hacia la derecha al elegir como presidente a Alfonso Álvarez Gándara y expulsar al sector liderado por Sobrado. En las elecciones autonómicas de 1981 el PG se presentó en solitario y obtuvo 32 623 votos (3,23%), mientras que en las elecciones municipales de 1983 concurrió con otras fuerzas políticas bajo la lista de Coalición Galega. En el III Congreso del partido, clausurado en Lugo el 12 de diciembre de 1982 Xosé Rodríguez Pena fue elegido secretario general.
En el Congreso Extraordinario de febrero de 1984, la mayoría de los militantes del Partido Galeguista, incluyendo a su secretario general, Xosé Henrique Rodríguez Peña, acordaron integrarse en Coalición Galega. Esta decisión supuso la salida del partido del histórico Manuel Beiras, que fundó el Partido Galeguista Nacionalista.